# دریای اختسک
دریای اُخُتسک (به روسی: Охо́тское мо́ре، تلفظ: آخُتسکایه مُریه) بخشی است از اقیانوس آرام غربی. شبه جزیره کامچاتکا در سمت شرق این دریا، جزایر کوریل در جنوب و جزیره ساخالین در غرب آن قرار دارد.
کاوشگران روسی ایوان موسکویتین و واسیلی پویارکوف نخستین اروپاییانی بودند که دریای اختسک را در ربع دوم سده هفده میلادی کشف کردند. نام این دریا از واژهٔ اِوِنی «окат» - «رود» گرفته شده‌است. نام نخستین آبادی روسی در خاور دور روسیه - اختسک - از نام این دریا گرفته شده‌است.